# Danilo Pereira
Danilo Luís Hélio Pereira (* 9. September 1991 in Bissau, Guinea-Bissau) ist ein portugiesischer Fußballspieler. Er steht seit 2024 bei Ittihad FC unter Vertrag.

## Karriere

### Im Verein
Danilo Pereira wurde in Guinea-Bissau geboren und zog im Alter von fünf Jahren mit seiner Familie nach Portugal, woraufhin er bei drei Jugendvereinen in der Region um Lissabon spielte, zuletzt bei Benfica. Da sich der portugiesische Verein gegen eine Aufnahme Pereiras in den Profikader entschied, wechselte dieser im Sommer 2010 ablösefrei in die Serie A zum FC Parma. Dort bestritt er in der Hinrunde lediglich fünf Ligaspiele, so dass er in der Rückrunde an den griechischen Erstligisten Aris Thessaloniki ausgeliehen wurde. In der Saison 2012/13 führte ihn ein weiteres Leihgeschäft zum niederländischen Eredivisie-Klub Roda Kerkrade. Hier setzte sich Pereira als Stammspieler durch und absolvierte 31 Ligaspiele. Zur Spielzeit 2013/14 wechselte er zurück nach Portugal zu Marítimo Funchal und bestritt in den folgenden zwei Jahren 57 Spiele in der Primeira Liga. Zur Saison 2015/16 wurde er vom FC Porto unter Vertrag genommen.
Anfang Oktober 2020 wechselte Pereira kurz vor dem Ende der Transferperiode bis zum Ende der Saison 2020/21 in die französische Ligue 1 zu Paris Saint-Germain.
Im September 2024 unterschrieb Pereira einen Vertrag bei Ittihad FC bis 2026.

### In der Nationalmannschaft
Danilo Pereira bestritt über 40 Länderspiele für Portugals Nachwuchsnationalteams. Er war Teil des portugiesischen Kaders, der den zweiten Platz bei der U20-WM 2011 erreichte. Am 31. März 2015 debütierte er unter Nationaltrainer Fernando Santos im Rahmen eines Freundschaftsspiels gegen Kap Verde in der A-Nationalmannschaft.
Bei der Europameisterschaft 2016 in Frankreich wurde er in das Aufgebot Portugals aufgenommen. Die Auftaktpartie gegen Island bestritt er über die volle Spielzeit. Danach kam er noch dreimal als Einwechselspieler in den letzten Spielminuten zum Einsatz, bevor er im Halbfinale beim 2:0-Sieg gegen Wales als Ersatz für einen gesperrten Mitspieler noch einmal über 90 Minuten auf dem Platz stand. Im Finale gewann Portugal gegen Gastgeber Frankreich zum ersten Mal den Europameistertitel. 
Bei der Europameisterschaft 2021 stand er erneut im portugiesischen Kader und kam in allen Spielen zum Einsatz, ehe Portugal im Achtelfinale gegen Belgien ausschied.

## Titel

### Nationalmannschaft
- Europameister: 2016
- UEFA-Nations-League-Sieger: 2019

### Verein
Portugal
- Meister: 2018, 2020
- Pokalsieger: 2020

Frankreich
- Meister (3): 2022, 2023, 2024
- Pokalsieger (2): 2021, 2024
- Supercupsieger (3): 2020, 2022, 2023

Saudi-Arabien
- Meister: 2025
- Pokalsieger: 2025